# 大社村
大社村（たいしゃむら）は、兵庫県武庫郡にあった村。現在の西宮市中心部の北西一帯にあたる。村名の由来は廣田神社から。

## 地理
- 山岳：ゴロゴロ岳、カベノ城、観音山、小天狗山、樫ヶ峰、大平山、小笠峰
- 河川：夙川、中新田川、久出川、仁川、東川、堀切川、森具川

## 歴史
- 1889年（明治22年）4月1日 - 町村制の施行により、中村・広田村・越水村・森具村・越木岩新田（以上、飛地を除く）・鷲林寺新田・柏堂新田および門戸村・芝村・西宮町の各飛地の区域をもって発足。
- 1933年（昭和8年）4月1日 - 西宮市に編入。同日大社村廃止。

## 経済

### 産業
農業
『大日本篤農家名鑑』によれば、大社村の篤農家は「岡田清五郎、岡田市良右衛門」などがいた。
商工業
- 大谷藤四郎（金融業）[2]
- 前田岩太郎（料理仕出業）[2]

## 出身・ゆかりのある人物
- 中村伊三郎（六甲苦楽園主）[3] - 住所は大社村[3]。
- 前田房之助（衆議院議員[2]、大社村長、尼崎宝塚電気鉄道社長）

## 交通

### 鉄道路線
- 阪神急行電鉄（現・阪急電鉄）
  - 神戸本線
    - 夙川駅

  - 甲陽線
    - 夙川駅 - 苦楽園口駅 - 甲陽園駅

現在は旧村域を山陽新幹線が通過するが、当時は未開業。後に開業したJR神戸線・さくら夙川駅は村域外。